# 피타고라스 학파
피타고라스 학파(Pythagoreans) 또는 피타고라스주의(Pythagoreanism)는 피타고라스(Πυθαγόρας: 기원전 569?~497?)를 기원으로 하여 출발한 학파이며,BC 6세기~BC 4세기 사이 피타고라스와 그의 계승자들을 통해 번성했던 고대 그리스 철학 분파이다. 또는 그의 학설과 신조를 신봉하는 피타고라스 교단(Pythagorean cult, 피타고라스 컬트 종교)을 뜻하기도 한다. 이 학파는 오랫동안 지속되었고 기원전 1세기에는 신피타고라스 학파라고 불리었다.
피타고라스 자신은 피타고라스의 제자들과 피타고라스주의자들을 구별하였으며, 피타고라스의 제자들을 정통적인 후계자로 정하였다고 전한다. 피타고라스 학파의 내부층에 해당하는 전자의 피타고라스의 제자들은 "배우는 자"라는 뜻의 마테마티코이(mathematikoi)라 불렸으며, 외부층에 해당하는 후자의 피타고라스주의자들은 "듣는 자"라는 뜻의 아쿠스마티코이(akousmatikoi)라 불렸다.
피타고라스의 제자들 가운데는 이론과 실천을 결부시킨 테베의 필롤라오스(Φιλόλαος: 기원전 470?~385?)와 탈라스의 아르키타스(Ἀρχύτας: 기원전 428~347) 등이 유명하다. 수(數) 이론을 만물의 근원이자 철학의 핵심 요소로 삼았으며 신비주의적 종교 결사의 모습도 지니고 있었다. 피타고라스 학파의 주된 교의는 수학과 종교이며 나아가서 가족 · 생활법 · 음악 · 의술 · 정치 · 조화(調和) · 우주생성론을 다루고 있으며 원리가 물질이 아닌 사고물(思考物)이라는 것에 주목하였다. 즉, "만물의 원리는 수(數)이며 만물은 수를 모방한다"라고 말하였다. 피타고라스 학파는 윤회(輪廻)와 전생(轉生)을 믿었으며, 재산을 공유하여 공동생활을 영위하고, 살생을 피하며, 조화로운 생활을 해야한다고 주장하였다.

## 두 유파
전승에 따르면, 피타고라스 학파는 어느 지점에서 배우는 자(learners)라는 뜻의 마테마티코이(Μαθηματικοι mathēmatikoi[*])와 듣는 자(listeners)라는 뜻의 아쿠스마티코이(Ακουσματικοι akousmatikoi[*])의 두 유파로 분리되었다고 한다. 또한 이암블리코스는 이들을 에소테리코이(esoterikoi)와 엑소테리코이(exoterikoi)라고 부르거나, 또는 피타고라스의 제자들 혹은 피타고라스의 교의를 실천하는 자들이라는 뜻의 피타고레이오이(Pythagoreioi)와 피타고라스주의자들 혹은 피타고라스의 교의를 듣는 자들이라는 뜻의 피타고리스타이(Pythagoristai)라고도 기술하고 있는데, 그는 이 구분이 피타고라스의 가르침을 얼마나 긴밀히 잘 알고 실천하는가에 따른 구분이라고 하였다.

## 같이 보기
- 히파소스
- 수학적 미
- 피론주의

## 참고 문헌
- 이 문서에는 다음커뮤니케이션(현 카카오)에서 GFDL 또는 CC-SA 라이선스로 배포한 글로벌 세계대백과사전의 내용을 기초로 작성된 글이 포함되어 있습니다.